# Sue Barnes
Pour les articles homonymes, voir Barnes.
Susan (Sue) Barnes (née le 8 septembre 1952) est une femme politique canadienne ; elle fut députée à la Chambre des communes du Canada, représentant la circonscription ontarienne de London-Ouest de 1993 à 2008 sous la bannière du Parti libéral du Canada.
Anciennement avocate, Barnes est actuellement porte-parole de l'Opposition officielle en matière de Justice.